# Luke Graham
James Grady Johnson (Union Point, 5 febbraio 1940 – Georgia, 23 giugno 2006) è stato un wrestler statunitense, conosciuto con il nome di Luke Graham.

## Carriera
Ha iniziato a combattere interpretando la gimmick del fratello di Freddie Cain (ring name: Jerry Graham). Iniziarono a combattere entrambi nel 1963 nella Stampede Wrestling. 
Approdò in World Wide Wrestling Federation (WWWF) sempre insieme a Jerry Graham nel 1964. Vinsero i WWWF United States Tag Team Championship sconfiggendo Don McClarity e Argentina Apollo ma li persero dopo otto mesi in favore di gene Kiniski e Waldo Von Erich. Iniziò poi a combattere come "Crazy" Luke Graham. Graham riscosse grande successo nelle federazioni di Los Angeles. Vinse il WWA World Title e militò nell'American Wrestling Association a Minneapolis. Dopo aver lasciato l'AWA, Luke ritornò in WWWF e si alleò con Tarzan Tyler diventando i primi WWWF World Tag Team Champions sconfiggendo Dick The Bruiser e The Sheik nella finale del torneo. Tuttavia, questo match non è documentato da testimonianze visive quindi non sappiamo per certo come i due vinsero le cinture ma comunque è certo che furono i primi campioni. Un'altra versione, vuole che i due vincessero le cinture sconfiggendo Bepo & Geeto Mongol. I due persero le cinture dopo sei mesi.
Nel 1974 vinse lo United States Championship nella federazione "Pacific Northeast". Si ritirò sul finire degli anni ottanta. Nel 2001, con suo figlio Luke jr., ha dato vita alla Galaxy Championship Wrestling. Morì a 66 anni a causa di un infarto, il 23 giugno 2006. Aveva un pacemaker installato nel cuore che gli permise di vivere un po' più a lungo. A lui, sopravvissero suo figlio Scott, 11 nipoti e tre pro-nipoti.

## Titoli e riconoscimenti
Central States Wrestling
- NWA Central States Heavyweight Championship (1)

Mid-South Sports/Georgia Championship Wrestling
- NWA Georgia Heavyweight Championship (1)
- NWA Georgia Television Championship (1)
- NWA Macon Tag Team Championship (1 - con Moondog Mayne)
- NWA Southeastern Heavyweight Championship (Georgia version) (1)
- NWA Southeastern Tag Team Championship (Georgia version) (1 - con Al Galanto)

NWA Detroit
- NWA World Tag Team Championship (Detroit version) (1 - con Ripper Collins)

NWA Mid-America
- NWA Alabama Tag Team Championship (1 - con Ripper Collins)
- NWA Mid-America Heavyweight Championship (2)
- NWA Tennessee Tag Team Championship (1 - con Ripper Collins)
- NWA World Tag Team Championship (Mid-America version) (1 - con Karl Von Brauner)

NWA Mid-Pacific Promotions
- NWA Hawaii Heavyweight Championship (1)
- NWA Hawaii Tag Team Championship (1 - con Ripper Collins)

World Wrestling Association (Los Angeles)
- WWA World Heavyweight Championship (1)
- WWA World Tag Team Championship (1 - con Gorilla Monsoon)

World Wrestling Council
- WWC Caribbean Heavyweight Championship (1)
- WWC North American Tag Team Championship (2 - 1 con Gorgeous George, Jr. e 1 con Bulldog Brower)

World Wide Wrestling Federation
- WWWF International Tag Team Championship (1 - con Tarzan Tyler)
- WWWF United States Tag Team Championship (1 - con Dr. Jerry Graham)
- WWWF World Tag Team Championship (1 - con Tarzan Tyler) primi campioni